# Thomas Vulivuli
Thomas Vulivuli (Savusavu, 24 maggio 1981) è un calciatore figiano, centrocampista del Labasa.

## Carriera
Ha partecipato, con la nazionale di calcio di Figi, alle qualificazioni dei mondiali di calcio del 2006, giocando nove volte e segnando un gol, nella partita contro la nazionale di calcio delle Samoa Americane. Sempre nel 2006 ha avuto una breve esperienza nell'Oakleigh Cannons, club australiano.